# Alex Devlin
Alexander Devlin, detto Alex (Edmonton, 12 dicembre 1949), è un ex cestista canadese.

## Carriera
Con il Canada ha disputato i Campionati mondiali del 1974 e i Giochi olimpici di Montréal 1976.